# Acropteris duplicata
Acropteris duplicata es una especie de polilla del género Acropteris, familia Uraniidae.

## Taxonomía
Fue descrita científicamente por Gaede en 1929.